# Transformação fracionária linear
Em matemática, uma transformação fracionária linear é, a grosso modo, uma transformação da forma
{\displaystyle z\mapsto {\frac {az+b}{cz+d}},}
que tem um inverso.  As transformações fracionais lineares são amplamente utilizadas em várias áreas da matemática e suas aplicações na engenharia, como geometria clássica, teoria dos números (elas são usadas, por exemplo, na prova de Wiles do último teorema de Fermat), teoria dos grupos e teoria de controle.
A definição precisa depende da natureza de a, b, c, d, e z.Em outras palavras, uma transformação fracionária linear é uma transformação representada por uma fração cujo numerador e denominador são lineares.
Na configuração mais básica, a, b, c, d, e z são números complexos (nesse caso, a transformação também é chamada de transformação de Möbius), ou mais geralmente elementos de um campo. A condição de inversibilidade é então ad – bc ≠ 0.Sobre um campo, uma transformação fracionária linear é a restrição ao campo de uma transformação projetiva ou homografia da linha projetiva.
Quando a, b, c, d  são inteiros (ou, geralmente, pertencem a um domínio integral), z deve ser um número racional (ou pertencer ao corpo de frações do domínio integral. Nesse caso, a condição de inversibilidade é que ad – bc deve ser uma unidade do domínio (que é 1 ou -1 no caso de números inteiros).
Na configuração mais geral, a, b, c, d e z são matrizes quadradas ou, mais geralmente, elementos de um anel. Um exemplo dessa transformação fracionária linear é a transformada de Cayley, que foi originalmente definida no anel matricial real 3 x 3.